# 518-й отдельный батальон связи
518-й отдельный батальон связи — воинское подразделение в  вооружённых силах СССР во время Великой Отечественной войны.

## История
Сформирован вместе с корпусным управлением 133-го стрелкового корпуса в сентябре 1944 года
В составе действующей армии с 01.09.1944 по 14.11.1944 и с 16.01.1945  по 09.05.1945 года.
Являлся корпусным батальоном связи 133-го стрелкового корпуса,  повторил его боевой путь.

## Подчинение
| Дата       | Фронт                | Армия      | Корпус                  | Примечания |
| ---------- | -------------------- | ---------- | ----------------------- | ---------- |
| 01.10.1944 | Карельский фронт     | 19-я армия | 133-й стрелковый корпус | -          |
| 01.11.1944 | Карельский фронт     | 14-я армия | 133-й стрелковый корпус | -          |
| 01.12.1944 | Резерв Ставки ВГК    | -          | 133-й стрелковый корпус | -          |
| 01.01.1945 | 2-й Украинский фронт | -          | 133-й стрелковый корпус | -          |
| 01.02.1945 | 3-й Украинский фронт | 26-я армия | 133-й стрелковый корпус | -          |
| 01.03.1945 | 3-й Украинский фронт | 26-я армия | 133-й стрелковый корпус | -          |
| 01.04.1945 | 3-й Украинский фронт | 57-я армия | 133-й стрелковый корпус | -          |
| 01.05.1945 | 3-й Украинский фронт | 57-я армия | 133-й стрелковый корпус | -          |